# Kruszon

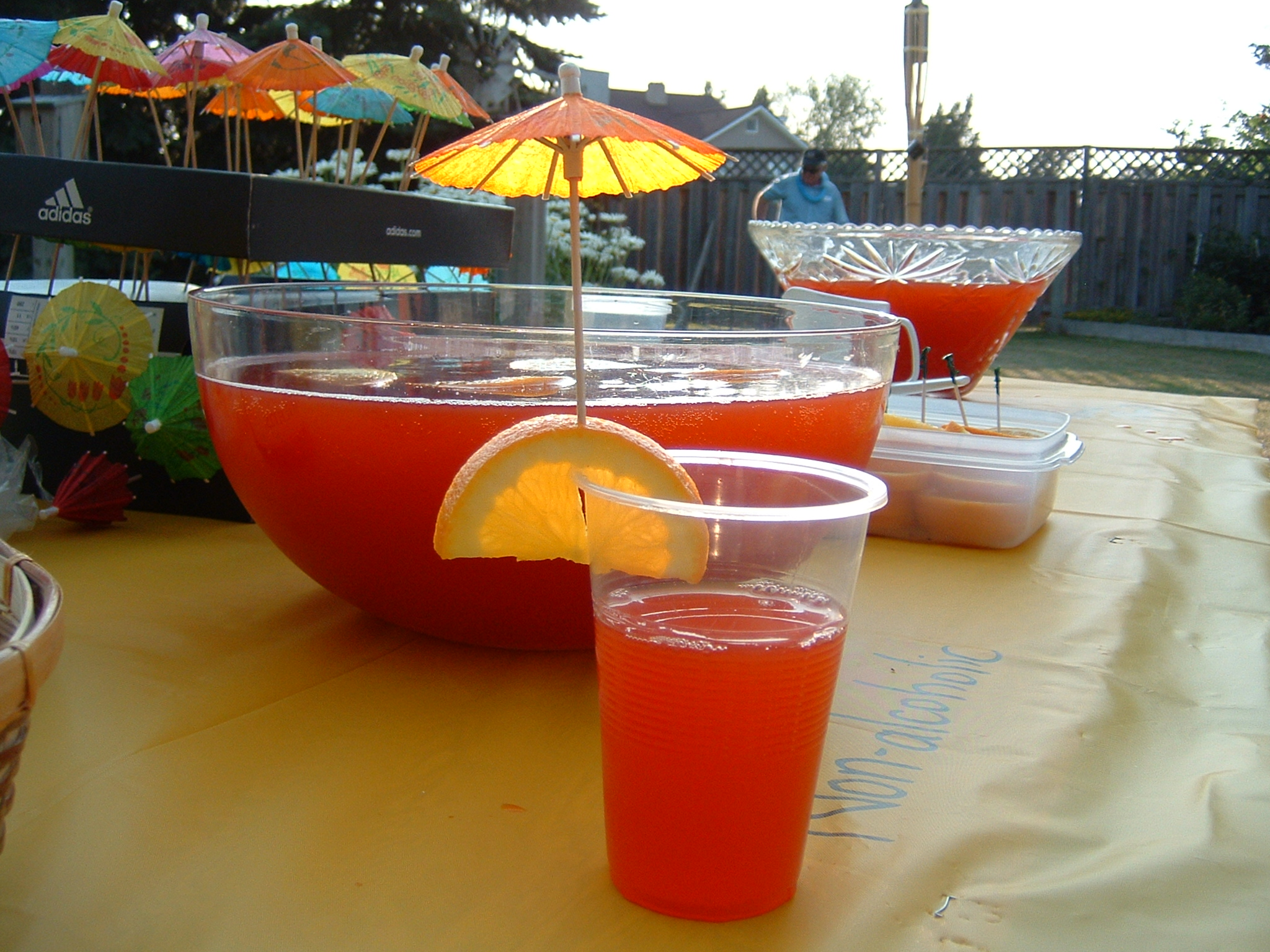
Kruszon

Kruszon (fr. cruchon – dzbanuszek) – orzeźwiający koktajl alkoholowy wytwarzany z wytrawnego białego wina (niekiedy z dodatkiem koniaku), cukru i soku owocowego (lub samych owoców), a także zmrożonej wody sodowej i lodu.

## W historii
Ten orzeźwiający napój, nazywany również bolą, zyskał popularność w XIX i w pierwszej połowie XX wieku. Podawano go na świątecznych stołach, podczas zabaw i balów karnawałowych, a także przy różnego rodzaju spotkaniach towarzyskich. Nazwa jego powstała od serwowania w szklanych dzbankach (krużach), z których napój rozlewano do kieliszków.
Niezbędnymi składnikami kruszonu było białe wino, cukier i owoce cytrusowe (lub sok z nich), lecz w wielu domach przechowywano i stosowano własne przepisy. Musiał być mocno schłodzony albo podawany z lodem w szklankach ze słomkami. W sprzedaży dostępne były komplety naczyń do serwowania kruszonu (duży dzbanek na tacy z małymi kielichami). Ze względu na zawartość alkoholu kruszon przeznaczony dla kobiet rozcieńczano przegotowaną wodą.

## Kruszon z Krzeszowa

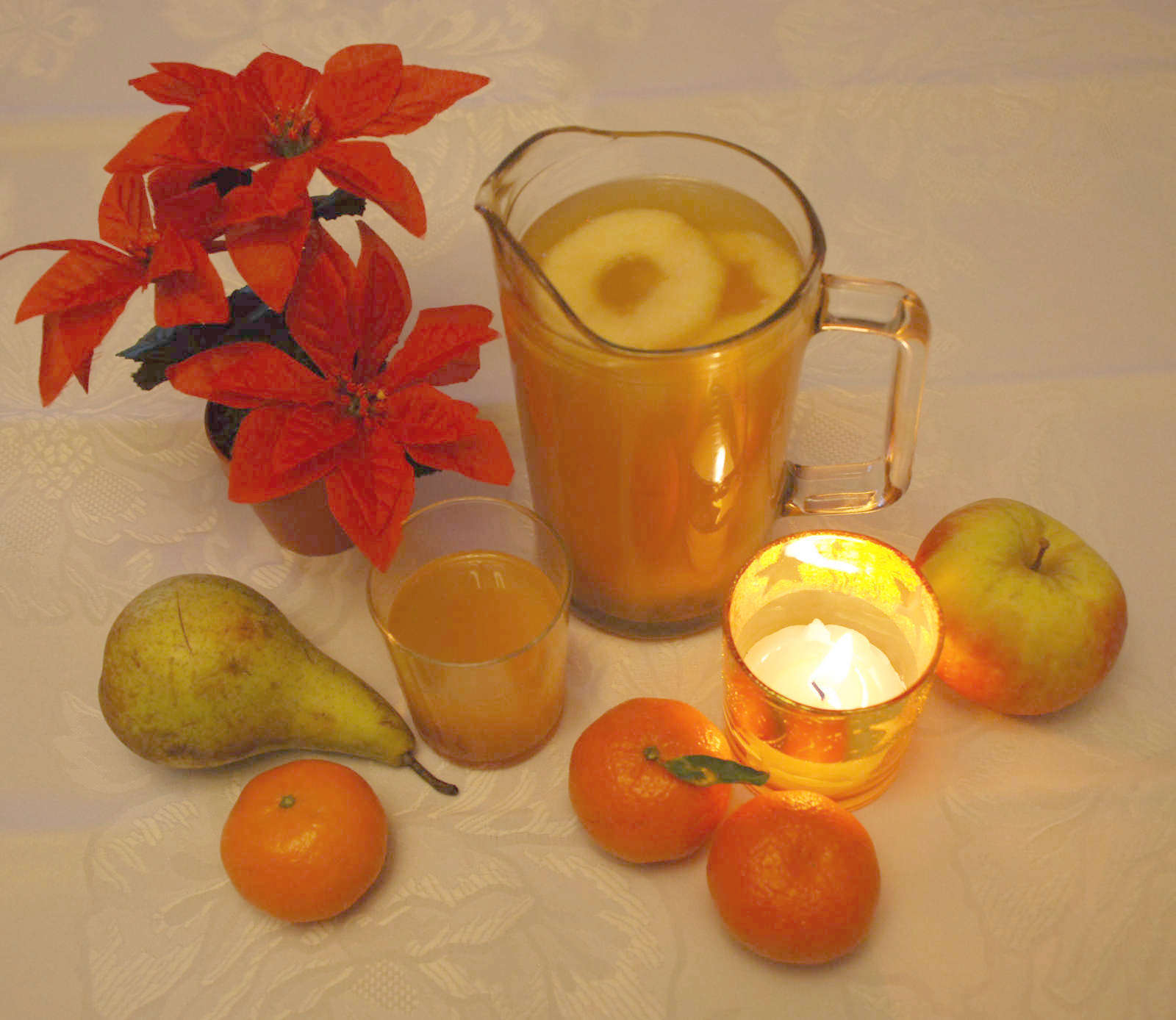
Kruszon według krzeszowskiego przepisu

W Krzeszowie (w województwie podkarpackim) wytwarzano kruszon, jak twierdzą jego mieszkańcy, „od niepamiętnych czasów”. W przepisie na krzeszowski kruszon jest: białe wino, produkowane z owoców rosnących w tamtejszych sadach, suszone owoce (jabłka, gruszki i śliwki) oraz cukier i woda gazowana. Finalny produkt ma około 8% alkoholu. Wytwarzany od lat według tej samej tradycyjnej receptury został wpisany w marcu 2006 na Listę produktów tradycyjnych Ministerstwa Rolnictwa i Rozwoju Wsi.